# El rey (película de 2019)
El rey (título original en inglés: The King) es una película de drama histórico de 2019 dirigida por David Michôd, con base en un guion escrito por él y Joel Edgerton, basada en diversas obras de William Shakespeare y específicamente en la vida del rey Enrique V. La cinta está protagonizada por Timothée Chalamet, Joel Edgerton, Sean Harris, Lily-Rose Depp, Robert Pattinson y Ben Mendelsohn. 
Su estreno mundial fue en el Festival de Cine de Venecia el 2 de septiembre de 2019. Fue estrenada el 11 de octubre de 2019 en Estados Unidos, antes de su lanzamiento digital el 1 de noviembre de 2019 en la plataforma de Netflix.

## Argumento
Enrique, Príncipe de Gales (llamado «Hal» por sus amigos cercanos) es el hijo mayor y más distante emocionalmente del rey Enrique IV de Inglaterra. Hal no está interesado en las políticas de guerra de su padre, ni en sucederlo como rey; y pasa sus días bebiendo y bromeando con su amigo John Falstaff en Eastcheap. Su padre convoca a Hal y le informa que su hermano menor, Tomás de Clarence, será quien herede el trono. Thomas es enviado a dominar la rebelión de Hotspur, pero Hal se enfrenta a Hotspur en un combate individual. La pelea a espadas desemboca en una pelea a puño limpio donde Hal termina asesinando a Hotspur con una daga. Aunque esto logra terminar la batalla sin más conflictos, Thomas se queja porque su hermano robó toda la gloria. Poco después, Thomas muere en una batalla en Gales.
Enrique IV muere en su cama ante la presencia de Hal y este es coronado rey Enrique V. Hal está decidido a no ser como su padre y opta por la paz y la conciliación con los enemigos de su antecesor, a pesar de que sus acciones sean consideradas débiles. Mientras tanto, el Delfín de Francia, le envía una pelota a Hal, como un regalo de coronación insultante y castrador; sin embargo, Hal elige enmarcar esto como un reflejo positivo de su infancia antes de ser coronado. 
Hal toma una caminata con su joven hermana, Felipa de Inglaterra, ahora reina de Dinamarca, en un campo verde debajo de su castillo. Felipa le pregunta sobre su bienestar, y Hal responde que quiere poner fin a los disturbios del reino. Su hermana cree en la paz que Hal quiere traer al reino, pero también le advierte que en corte real cada quien vela por sus propios intereses y nunca revelan la verdad completa por lo que debe estar atento. 
Hal interroga, en francés, a un asesino capturado, que asegura haber sido contratado por el rey Carlos VI de Francia para que asesinara a Hal. Los nobles ingleses, Ricardo de Conisburgh y Sir Thomas Grey, son abordados por agentes franceses con la esperanza de inducirlos a la causa francesa. Su confianza en el nuevo y joven rey flaquea y luego se acercan al Jefe de Justicia de Hal, William Gascoigne, con sus preocupaciones. William le informa al joven rey, que es necesaria una demostración de fuerza para unir a Inglaterra. Para demostrar competencia, Hal le declara la guerra a Francia y decapita a Cambridge y Grey. 
El ejército inglés zarpa hacia Francia, con Hal a la cabeza y con Falstaff como su capitán. Después de tomar con éxito Harfleur, continúan la campaña, pero son seguidos de cerca por el Delfín, quien continuamente intenta provocar a Hal. Las partidas de avanzada ingleses se topan con un enorme ejército francés que se reúne para enfrentarlos. Tomás Beaufort le aconseja a Hal que se retire, debido a la superioridad de las fuerzas francesas, pero Falstaff propone un avance falso para atraer a los franceses a precipitarse hacia el lodo, donde se hundirán por sus pesadas armaduras y caballos. Luego, serán atacados por los arqueros ingleses y rodeados por una gran fuerza de flanqueo escondida en los bosques cercanos. 
Hal le propone al Delfín batirse en una pelea individual, pero este se rehúsa. La batalla de Agincourt comienza, con Hal en el centro de la pelea. El plan de Falstaff funciona y el ejército inglés, superado en número, logra superar al francés, aunque Falstaff es asesinado. El Delfín entra en la refriega para desafiar a Hal, pero es humillado y fácilmente derrotado. 
Tras la decisiva victoria, el ejército inglés continúa más profundamente en Francia. Hal llega al rey Carlos VI, quién le ofrece su rendición y la mano de su hija, Catalina de Valois. Hal vuelve a Inglaterra con su nueva esposa para las celebraciones. Luego de una charla en su habitación con su mujer, Hal se da cuenta de que el supuesto insulto francés y los actos de agresión contra Inglaterra fueron organizados por su Jefe de Justicia, Gascoigne, para incitar a Hal a la guerra. Hal lo enfrenta y al confirmar sus sospechas, lo apuñala fatalmente. Hal luego regresa con Catalina y le ruega que siempre le diga la verdad. Mientras tanto, en las afueras, la gente corea el nombre del rey Enrique V, para celebrar su victoria sobre los franceses.

## Elenco
- Timothée Chalamet como el rey Enrique V.
- Joel Edgerton como John Falstaff.
- Robert Pattinson como Luis, Delfín de Francia.
- Ben Mendelsohn como el rey Enrique IV.
- Sean Harris como William Gascoigne.
- Lily-Rose Depp como Catalina de Valois.
- Tom Glynn-Carney como Henry «Hotspur» Percy.
- Thomasin McKenzie como Felipa.
- Dean-Charles Chapman como Tomás.
- Edward Ashley como Ricardo de Conisburgh, conde de Cambridge.
- Stephen Fewell como Thomas Grey.
- Andrew Havill como Arzobispo de Canterbury.
- Ivan Kaye como Señor Scrope.
- Steven Elder como Tomás Beaufort, barón de Dorset.
- Gergely Szűcs como un herrero.
- Tom Lacroix como Gilrich.
- Jeremy Chevillotte como Señor francés.
- Balogh Viktor como un arquero.

Además, haciendo un cameo, Thibault de Montalembert como el rey de Francia Carlos VI.

## Producción
En 2013, se reveló que Joel Edgerton y David Michôd habían colaborado en la redacción de una adaptación de las obras de Shakespeare tituladas Henry IV, Partes 1 y 2 y Henry V, para Warner Bros. Pictures. En septiembre de 2015, se anunció que Michôd dirigiría el proyecto junto con Warner Bros. y Lava Bear Films produciendo y distribuyendo la película.
En febrero de 2018, Timothée Chalamet se unió al elenco de la película, con Brad Pitt, Dede Gardner, Jeremy Kleiner como productores, y Liz Watts como productora de Plan B Entertainment. Más tarde se confirmó que Netflix distribuiría la película en lugar de Warner Bros. En marzo de 2018, Joel Edgerton se unió al elenco de la película como actor, además de escritor. En mayo de 2018, Robert Pattinson, Ben Mendelsohn, Sean Harris, Lily-Rose Depp, Tom Glynn-Carney y Thomasin McKenzie se unieron al elenco de la película, y Dean-Charles Chapman se sumó también en junio de ese mismo año.
La fotografía principal comenzó el 1 de junio de 2018 y terminó el 24 de agosto del mismo año. La filmación tuvo lugar en toda Inglaterra y en Szilvásvárad, Hungría.

## Lanzamiento
La película tuvo su estreno mundial en el Festival de Cine de Venecia el 2 de septiembre de 2019. Fue lanzada en un estreno limitado el 11 de octubre de 2019, antes de ser lanzada en digital el 1 de noviembre de 2019 en Netflix.